# Давид ди Донателло 2013
58-я церемония вручения наград премии «Давид ди Донателло» состоялась 14 июня 2013 года.

## Победители и номинанты

### Лучший фильм
- Лучшее предложение, режиссёр Джузеппе Торнаторе
- Диас: Не вытирайте эту кровь, режиссёр Даниеле Викари
- Сибирское воспитание, режиссёр Габриэле Сальваторес
- Я и ты, режиссёр Бернардо Бертолуччи
- Да здравствует свобода, режиссёр Роберто Андо

### Лучшая режиссура
- Джузеппе Торнаторе — Лучшее предложение
- Бернардо Бертолуччи — Я и ты
- Маттео Гарроне — Реальность
- Габриэле Сальваторес — Сибирское воспитание
- Даниеле Викари — Диас: Не вытирайте эту кровь

### Лучший дебют в режиссуре
- Леонардо Ди Костанцо — Перерыв
- Джорджа Фарина — Друзья до смерти
- Алессандро Гассманн — Раса ублюдков
- Луиджи Ло Кашо — Идеальный город
- Лаура Моранте — Вишенка на новогоднем торте

### Лучший сценарий
- Роберто Андо и Анджело Пасквини — Да здравствует свобода
- Никколо Амманити, Умберто Контарелло, Франческа Марчано и Бернардо Бертолуччи — Я и ты
- Джузеппе Торнаторе — Лучшее предложение
- Маурицио Брауччи, Уго Кити, Маттео Гарроне и Массимо Гаудиозо — Реальность
- Иван Котронео, Франческа Марчано и Мария Соле Тоньяцци — Я путешествую одна

### Лучший продюсер
- Доменико Прокаччи — Школа «Диаз»
- Фабрицио Моска — У Али голубые глаза
- Риккардо Тоцци, Джованни Стабилини и Марко Кименц — Сибирское воспитание
- Изабелла Кокуцца и Артуро Палья — Лучшее предложение
- Анджело Барбагалло — Да здравствует свобода

### Лучшая женская роль
- Маргерита Буй — Я путешествую одна
- Валерия Бруни-Тедески — Да здравствует свобода
- Тони — Каждый божий день
- Теа Фалько — Я и ты
- Жасмин Тринка — В один прекрасный день

### Лучшая мужская роль
- Валерио Мастандреа — Эквилибристы
- Аньелло Арена — Реальность
- Серджо Кастеллитто — Идеальная семья
- Роберто Херлицка — Красное и синее
- Лука Маринелли — Каждый божий день
- Тони Сервилло — Да здравствует свобода

### Лучшая женская роль второго плана
- Майя Санса — Спящая красавица
- Амбра Анджолини — Да здравствует Италия!
- Анна Бонаюто — Да здравствует свобода
- Розабелла Лауренти Селлерс — Эквилибристы
- Франческа Нери — Идеальная семья
- Фабриция Сакки — Я путешествую одна

### Лучшая мужская роль второго плана
- Валерио Мастандреа — Да здравствует свобода
- Стефано Аккорси — Я путешествую одна
- Джузеппе Баттистон — Командир и аист
- Марко Джаллини — Здравствуй, папа
- Клаудио Сантамария — Школа «Диаз»

### Лучшая операторская работа
- Марко Онорато — Реальность
- Фабио Чанкетти — Я и ты
- Герардо Госси — Школа «Диаз»
- Итало Петриччоне — Сибирское воспитание
- Фабио Дзамарион — Лучшее предложение

### Лучшая музыка
- Эннио Морриконе — Лучшее предложение
- Александр Деспла — Реальность
- Мауро Пагани — Сибирское воспитание
- Франко Пьерсанти — Я и ты
- Тео Теардо — Школа «Диаз»

### Лучшая песня
- Tutti i santi giorni авторы Симоне Ленци, Антонио Барди, Джулио Помпони, Валерио Гризелли, Маттео Пасторелли, Даниеле Каталуччи, исполняет Вирджиниана Миллер — Каждый божий день
- Fare a meno di te — Джанлука Мизити (музыка) и Лаура Марафиоти (музыка и текст), исполняет La Elle — Здравствуй, папа
- Novij den Мауро Пагани, исполняет Дариана Коуманова — Сибирское воспитание
- La vita possibile Роберто Пискиутта и Альдо Ди Скальци (музыка) и Франческа Ренго (текст и исполнение) — Раса ублюдков
- Twice Born Артуро Аннеккино, исполняет Анджелика Понти — Рождённый дважды

### Лучшая художественная постановка
- Маурицио Сабатини и Раффаэлла Джованнетти — Лучшее предложение
- Паоло Бонфини — Реальность
- Марко Дентичи — Это был сын
- Марта Маффуччи — Школа «Диаз»
- Рита Рабассини — Сибирское воспитание

### Лучший костюм
- Маурицио Милленотти — Лучшее предложение
- Патриция Керикони — Сибирское воспитание
- Грация Коломбини — Это был сын
- Алессандро Лаи — Квартира в Афинах
- Роберта Векки и Франческа Векки — Школа «Диаз»

### Лучший визаж
- Далия Колли — Реальность
- Энрико Якопони — Да здравствует свобода
- Энрико Якопони и Маурицио Нарди — Сибирское воспитание
- Марио Микисанти — Школа «Диаз»
- Луиджи Роккетти — Лучшее предложение

### Лучший парикмахер
- Даниела Тартари — Реальность
- Карло Баруччи и Марко Перна — Да здравствует свобода
- Стефано Чеккарелли — Лучшее предложение
- Джорджо Грегорини — Школа «Диаз»
- Франческо Пегоретти — Сибирское воспитание

### Лучший монтаж
- Бенни Атрия — Школа «Диаз»
- Клелио Беневенто — Да здравствует свобода
- Вальтер Фазано — Я путешествую одна
- Массимо Квалья — Лучшее предложение
- Марко Сполетини — Реальность

### Лучший звук
- Ремо Уголинелли и Алессандро Пальмерини — Школа «Диаз»
- Гаэтано Карито и Пьерпаоло Мерафино — Спящая красавица
- Фульгенцио Чеккон — Да здравствует свобода
- Маричетта Ломбардо — Реальность
- Джильберто Мартинелли — Лучшее предложение

### Лучшие визуальные эффекты
- Марио Дзанот — Школа «Диаз»
- Раффаэле Апуццо, Джон Аттард, Витторио Дублино, Андреа Маротти — Дракула 3D
- Паола Тризольо и Стефано Маринони — Сибирское воспитание
- Бруно Альби Марини — Реальность
- Джанлука Дентичи — Да здравствует свобода

### Лучший документальный фильм
- Anija (La nave), режиссёр Роланд Сейко
- Bad Weather, режиссёр Джованни Джомми
- Fratelli & sorelle — Storie di carcere, режиссёр Барбара Куписти
- Nadea и Sveta, режиссёр Маура Дельперо
- Pezzi, режиссёр Лука Феррари

### Лучший короткометражный фильм
- L’esecuzione, режиссёр Энрико Яннакконе
- Ammore, режиссёр Паоло Сассанелли
- Cargo, режиссёр Карло Сирони
- Preti, режиссёр Астутилло Змерилья
- Settanta, режиссёр Пиппо Медзапеза

### Лучший европейский фильм
- Любовь, режиссёр Михаэль Ханеке
- 007: Координаты «Скайфолл», режиссёр Сэм Мендес
- Анна Каренина, режиссёр Джо Райт
- Квартет, режиссёр Дастин Хоффман
- Ржавчина и кость, режиссёр Жак Одиар

### Лучший иностранный фильм
- Джанго освобождённый, режиссёр Квентин Тарантино
- Операция «Арго», режиссёр Бен Аффлек
- Мой парень — псих, режиссёр Дэвид О. Расселл
- Линкольн, режиссёр Стивен Спилберг
- Жизнь Пи, режиссёр Энг Ли

### Premio David giovani
- Лучшее предложение, режиссёр Джузеппе Торнаторе
- Принцесса и нищий, режиссёр Алессандро Сьяни
- Идеальная семья, режиссёр Паоло Дженовезе
- Рождённый дважды, режиссёр Серджо Кастеллитто
- Да здравствует Италия!, режиссёр Массимилиано Бруно

### За жизненные достижения
- Винченцо Черами